# Io Peak
Io Peak är en bergstopp i Antarktis. Den ligger i Västantarktis. Argentina, Chile och Storbritannien gör anspråk på området. Toppen på Io Peak är 249 meter över havet.
Terrängen runt Io Peak är varierad. Trakten är obefolkad. Det finns inga samhällen i närheten.